# King Kong Song
«King Kong Song» (первоначально «Mr. Sex») — песня, записанная в 1974 году шведской группой ABBA, включённая в альбом Waterloo. В 1977 году песня была выпущена как сингл; в этом качестве она заняла № 4 шведского чарта Tio i topp и стала № 94 в Австралии. Примечательно, что после выхода как сингл песне досталось значительное количество эфирного времени на радиостанциях, несмотря на тот факт, что со времени первого релиза на альбоме в 1974 году прошло три года и группа успела издать два полных студийных альбома.

## Кавер-версии
- Группа альтернативного рока Electric Boys записала кавер-версию для трибьют-альбома 1992 года ABBA: The Tribute, выпущенном на лейбле Polar Music.
- Шведская группа Moahni Moahna записала свою версию песни для альбома 1997 года Why.